# Ophrynia revelatrix
Ophrynia revelatrix là một loài nhện trong họ Linyphiidae.
Loài này thuộc chi Ophrynia. Ophrynia revelatrix được miêu tả năm 1986 bởi Rudy Jocqué & Scharff.